# Le Grand-Saconnex
Le Grand-Saconnex je město na jihozápadě Švýcarska, v kantonu Ženeva. Žije zde přibližně 12 tisíc obyvatel.

## Geografie
Le Grand-Saconnex se nachází západně od města Ženeva, nedaleko západního břehu Ženevského jezera, a je součástí širší aglomerace Ženevy.
Politická obec se skládá z místních částí Aéroport-Arena, Aéroport-fret, Les Blanchets, Grand-Saconnex-Organisations, Grand-Saconnex-village, La Tour-Chapeau-du-Curé, Le Pommier, Grand-Saconnex-Marais, Le Jonc a Palexpo. Sousedními obcemi jsou Ženeva, Vernier, Meyrin, Bellevue a Pregny-Chambésy. Severní hranice je zároveň hranicí mezi Švýcarskem a Francií (département Ain).

## Historie
První zmínka pochází z roku 1128 pod názvem Sacunay. Ve středověku se oblast dnešní politické obce skládala z mnoha lén. K nejvýznamnějším pánům patřil ženevský biskup, kapitula Saint-Pierre, převorství Saint-Jean a rod Saconay. Jejich hrad, který Ženevané v roce 1590 srovnali se zemí, se nacházel poblíž kostela Saint-Hippolyte. Ten byl poprvé zmíněn v roce 1481 a již tehdy byl zasvěcen svatému Hyppolytovi. Kultovní stavba pochází přibližně z 5. století a od té doby následovalo dalších osm stavebních etap. Cisterciácký chór dnešního kostela pochází ze 13. století, loď z roku 1847. Po reformaci se kostel dostal do rukou příznivců nové víry; katolická víra byla definitivně obnovena až po zrušení ediktu nantského (1685). Reformovaná kaple pochází z roku 1905 a reformovaná farnost Pregny-Le Grand-Saconnex byla založena v roce 1909.
Stejně jako celá oblast Pays de Gex byl i Le Grand-Saconnex v roce 1536 dobyt Bernem a Lyonskou smlouvou (1601) připadl Francii. V roce 1815 byla Pařížskou smlouvou přidělena Švýcarsku.
Až do roku 1960 měla obec převážně venkovský charakter, poté se stala příměstským centrem. Poté se stala příměstským rozhraním mezi Ženevou a letištěm Cointrin. Usadila se zde řada organizací (Ekumenická rada církví, Evropská vysílací unie) a také Palexpo, velké ženevské výstaviště. Vzhledem k blízkosti mezinárodních organizací se obyvatelstvo obce stalo velmi kosmopolitním.

## Obyvatelstvo
| Rok            | 1834 | 1850 | 1900 | 1950 | 1960 | 1970 | 2000 | 2007   | 2010   | 2012   | 2014   | 2017   |
| Počet obyvatel | 508  | 538  | 708  | 1492 | 3662 | 6720 | 8114 | 10 607 | 11 435 | 11 847 | 12 033 | 12 130 |

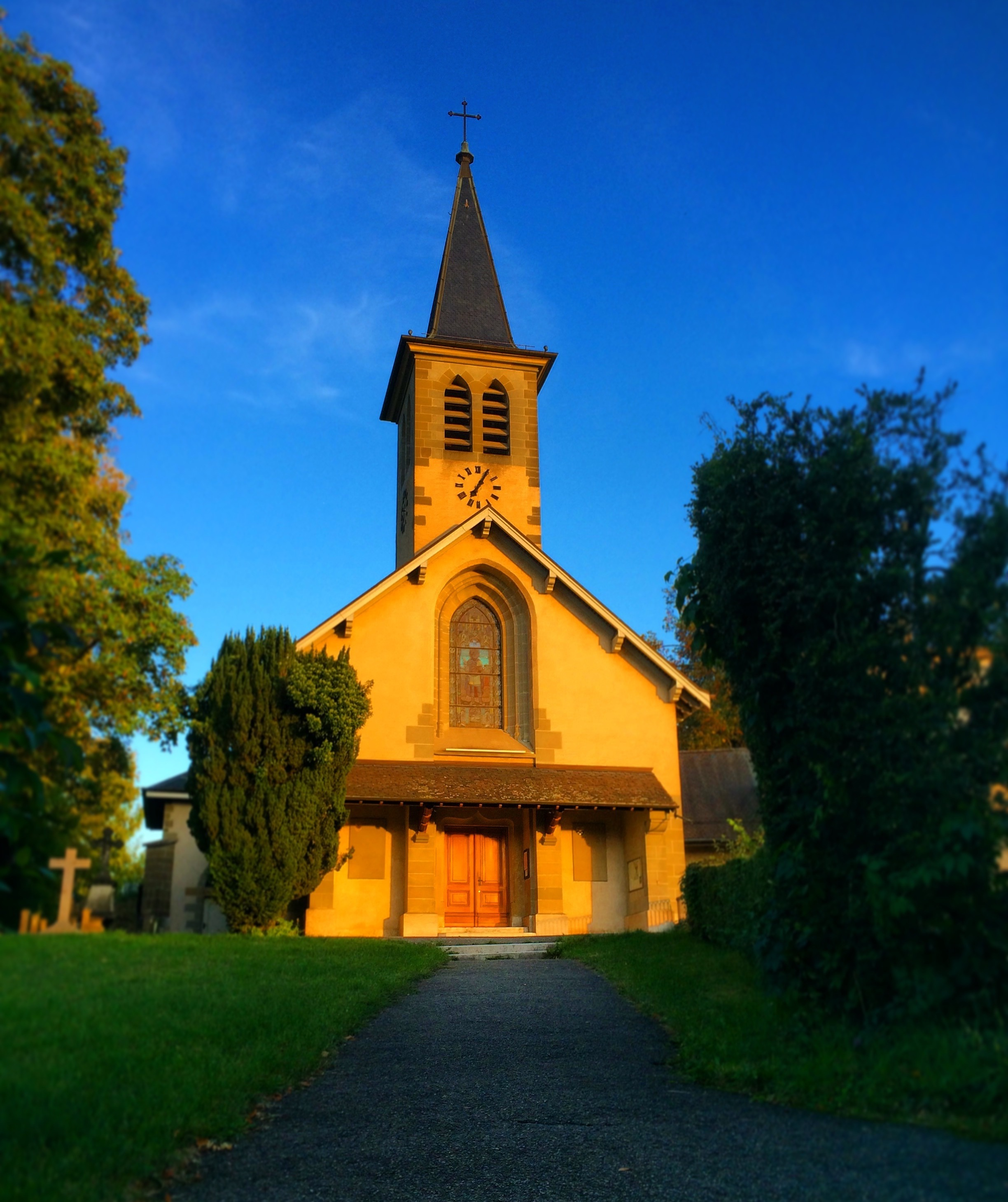
Kostel

Většina obyvatel (k roku 2000) hovořila francouzsky (5 759, tj. 71,0 %), druhou nejčastější řečí je angličtina (550, tj. 6,8 %) a třetí němčina (372, tj. 4,6 %).
V Le Grand-Saconnex sídlí několik mezinárodních organizací a stálých misí při OSN. Obyvatelstvo města je proto poměrně kosmopolitní a patří k nejrozmanitějším ve Švýcarsku - téměř 40 % obyvatel se narodilo mimo Švýcarsko.

## Hospodářství
Od středověku byla obec tvořena bohatými sedláky, v jejichž čele stál prokurátor nebo syndik. Zemědělství bylo jediným zdrojem příjmů až do 18. století, kdy došlo k rozvoji řemesel, zejména hodinářství. Kanalizace a odvodnění byly vybudovány v 19. století. Instalace čerpadel vyřešila i problémy se zásobováním vodou. Od první třetiny 20. století se obec rozrůstá jako satelitní město Ženevy a rezidenční oblast v blízkosti regionálního centra.

## Doprava

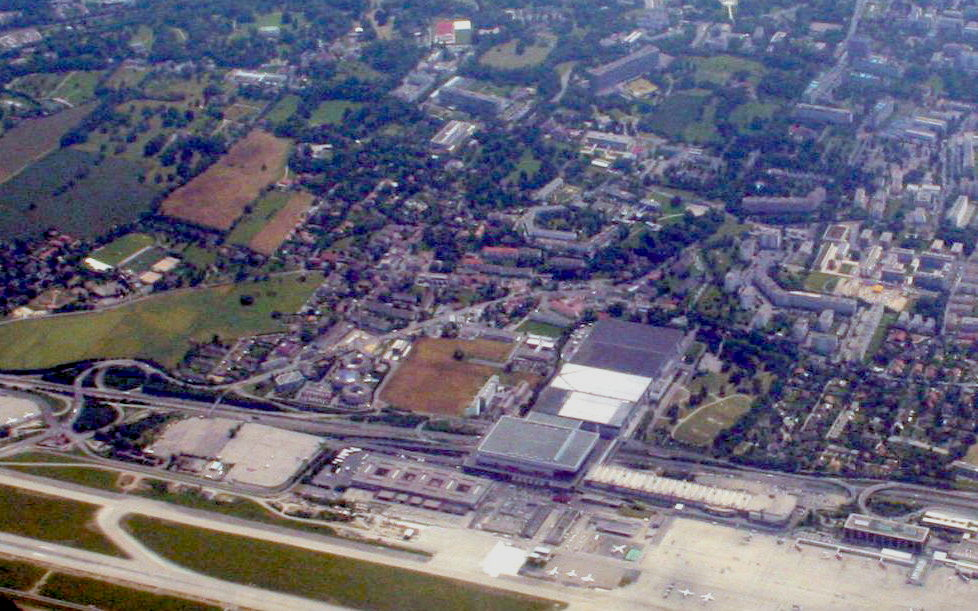
Letiště Ženeva

V roce 1888 byla postavena úzkorozchodná železnice mezi Ferney-Voltaire a Ženevou, která procházela přes Le Grand-Saconnex. Růst obce urychlilo mezinárodní letiště Cointrin, fungující od roku 1920. V katastru města se nachází východní část letiště (terminál 1 a část ranvejí a hangárů).
Veřejnou dopravu ve městě zajišťují autobusové a trolejbusové linky, které provozuje ženevský dopravní podnik Transports publics genevois (TPG). Jedinou železniční stanicí na území obci je Genève-Aéroport, nacházející se jako koncová stanice přímo na letišti. Obsluhují ji dálkové spoje, které spojují letiště s městem Ženevou a s mnoha dalšími městy po celém Švýcarsku.
Obcí prochází švýcarská dálnice A1 se dvěma sjezdy a přivaděčem na ženevské letiště.